# Rajec
Rajec (în germană Rajetz, în maghiară Rajecz) este un oraș din Slovacia cu 6.084 locuitori.
Vezi și: Listă de orașe din Slovacia

## Demografie
| An:                | 1994 | 2004   | 2014   | 2024   |
| ------------------ | ---- | ------ | ------ | ------ |
| Număr de persoane: | 6404 | 6074   | 5881   | 5703   |
| Diferență:         |      | −5,15% | −3,17% | −3,02% |

| An:                | 2023 | 2024   |
| ------------------ | ---- | ------ |
| Număr de persoane: | 5777 | 5703   |
| Diferență:         |      | −1,28% |